# Prémio Pfizer
O Prémio Pfizer (em inglês:  Pfizer Award), é um galardão atribuído anualmente pela History of Science Society (HSS) dos Estados Unidos.
Este prémio destina-se a distinguir o autor da publicação de um livro sobre história da ciência. Esse livro deve ser escrito em língua inglesa e tem de ser publicado num dos três anos precedentes à atribuição do prémio.
O prêmio foi criado em 1958 e inclui uma medalha e uma quantia em dinheiro no valor de U$2.500. De acordo com as regras, obras com mais de dois autores não são aceitas e obras que sejam compostas por mais de um volume só podem concorrer após a publicação de todos os volumes, além disso a premiação não pode ser dividida. Também é preciso salientar que, eventualmente, são condecoradas obras que tratem da história da medicina ou da tecnologia . 

## Laureados[1]
| Ano  | Autor                                   | Livro |
| ---- | --------------------------------------- | --- |
| 1959 | Marie Boas Hall                         | Robert Boyle and Seventeenth-Century Chemistry |
| 1960 | Marshall Clagett                        | The Science of Mechanics in the Middle Ages |
| 1961 | Cyril Stanley Smith                     | A History of Metallography: The Development of Ideas on the Structure of Metal before 1890                                                                                        |
| 1962 | Henry Guerlac                           | Lavoisier, The Crucial Year: The Background and Origin of His First Experiments on Combustion in 1772                                                                             |
| 1963 | Lynn White, Jr.                         | Medieval Technology and Social Change |
| 1964 | Robert E. Schofield                     | The Lunar Society of Birmingham: A Social History of Provincial Science and Industry in Eighteenth-Century England                                                                |
| 1965 | Charles D. O'Malley                     | Andreas Vesalius of Brussels, 1514-1564 |
| 1966 | L. Pearce Williams                      | Michael Faraday: A Biography |
| 1967 | Howard B. Adelmann                      | Marcello Malpighi and the Evolution of Embryology |
| 1968 | Edward Rosen                            | Kepler's Somnium |
| 1969 | Margaret T. May                         | Galen on the Usefulness of the Parts of the Body |
| 1970 | Michael Ghiselin                        | The Triumph of the Darwinian Method |
| 1971 | David Joravsky                          | The Lysenko Affair |
| 1972 | Richard S. Westfall                     | Force in Newton's Physics: The Science of Dynamics in the Seventeenth Century |
| 1973 | Joseph Fruton                           | Molecules and Life: Historical Essays on the Interplay ofChemistry and Biology |
| 1974 | Susan Schlee                            | The Edge of an Unfamiliar World: A History of Oceanography |
| 1975 | Frederic L. Holmes                      | Claude Bernard and Animal Chemistry: The Emergence of a Scientist |
| 1976 | Otto Neugebauer                         | A History of Ancient Mathematical Astronomy (3 vols.) |
| 1977 | Stephen G. Brush                        | The Kind of Motion We Call Heat |
| 1978 | Allen G. Debus                          | The Chemical Philosophy: Paracelsian Science and Medicine in the Sixteenth and Seventeenth Centuries                                                                              |
| 1978 | Merritt Roe Smith                       | Harpers Ferry Armory and the New Technology: The Challenge of Change |
| 1979 | Susan Faye Cannon                       | Science in Culture: The Early Victorian Period |
| 1980 | Frank Sulloway                          | Freud, Biologist of the Mind: Beyond the Psychoanalytic Legend |
| 1981 | Charles Coulston Gillispie              | Science and Polity in France at the End of the Old Regime |
| 1982 | Thomas Goldstein                        | Dawn of Modern Science: From the Arabs to Leonardo da Vinci |
| 1983 | Richard S. Westfall                     | Never at Rest: A Biography of lsaac Newton |
| 1984 | Kenneth Manning                         | Black Apollo of Science: The Life of Ernest Everett Just |
| 1985 | Noel Swerdlow e Otto Neugebauer         | Mathematical Astronomy in Copernicus's De Revolutionibus |
| 1986 | I. Bernard Cohen                        | Revolution in Science |
| 1987 | Christa Jungnickel e Russell McCormmach | Intellectual Mastery of Nature: Theoretical Physics from Ohm to Einstein; Volume I: The Torch of Mathematics, 1800-1870; Volume II: The Now Mighty Theoretical Physics, 1870-1925 |
| 1988 | Robert J. Richards                      | Darwin and the Emergence of Evolutionary Theories of Mind and Behavior |
| 1989 | Lorraine J. Daston                      | Classical Probability in the Enlightenment |
| 1990 | Crosbie Smith e M. Norton Wise          | Energy and Empire: A Biographical Study of Lord Kelvin |
| 1991 | Adrian Desmond                          | The Politics of Evolution: Morphology, Medicine, and Reform in Radical London |
| 1991 | John Servos                             | Physical chemistry from Ostwald to Pauling : the making of a science in America                                                                                                   |
| 1992 | James R. Bartholomew                    | The Formation of Science in Japan: Building a Research Tradition |
| 1993 | David Charles Cassidy                   | Uncertainty: The Life and Science of Werner Heisenberg |
| 1994 | Joan Cadden                             | The Meanings of Sex Difference in the Middle Ages |
| 1995 | Pamela H. Smith                         | The Business of Alchemy: Science and Culture in the Holy Roman Empire |
| 1996 | Paula Findlen                           | Possessing Nature: Museums, Collecting, and Scientific Culture in Early Modern Italy                                                                                              |
| 1997 | Margaret W. Rossiter                    | Women Scientists in America: Before Affirmative Action, 1940-1972 |
| 1998 | Peter Galison                           | Image and Logic: A Material Culture of Microphysics |
| 1999 | Lorraine Daston and Katharine Park      | Wonders and the Order of Nature |
| 2000 | Crosbie Smith                           | The Science of Energy: A Cultural History of Energy Physics |
| 2001 | John Heilbron                           | The Sun in the Church: Cathedrals as Solar Observatories |
| 2002 | James Secord                            | Victorian Sensation: The Extraordinary Publication, Reception, and Secret Authorship of Vestiges of the Natural History of Creation                                               |
| 2003 | Mary Terrall                            | The Man Who Flattened the Earth: Maupertuis and the Sciences in the Enlightenment                                                                                                 |
| 2004 | Janet Browne                            | Charles Darwin: The Power of Place |
| 2005 | William R. Newman e Lawrence Principe   | Alchemy Tried in the Fire: Starkey, Boyle, and the Fate of Helmontian Chymistry                                                                                                   |
| 2006 | Richard W. Burkhardt, Jr.               | Patterns of Behavior: Konrad Lorenz, Niko Tinbergen, and the Founding of Ethology                                                                                                 |
| 2007 | David I. Kaiser                         | Drawing Theories Apart: The Dispersion of Feynman Diagrams in Postwar Physics |
| 2008 | Deborah Harkness                        | The Jewel House: Elizabethan London and the Scientific Revolution |
| 2009 | Harold J. Cook                          | Matters of Exchange: Commerce, Medicine, and Science in the Dutch Golden Age |
| 2010 | Maria Rosa Antognazza                   | Leibniz: An Intellectual Biography |
| 2011 | Eleanor Robson                          | Mathematics in Ancient Iraq: A Social History |
| 2012 | Dagmar Schäfer                          | The Crafting of the 10,000 Things: Knowledge and Technology in Seventeenth-Century China                                                                                          |
| 2013 | John Tresch                             | The Romantic Machine: Utopian Science and Technology after Napoleon |
| 2014 | Sachiko Kusukawa                        | Picturing the book of nature: Image, text and argument in sixteenth-century human anatomy and medical botany                                                                      |
| 2015 | Daniel Todes                            | Ivan Pavlov: A Russian Life in Science |
| 2016 | Omar W. Nasim                           | Observing by Hand: Sketching the Nebulae in the Nineteenth Century |
| 2017 | Tiago Saraiva                           | Fascist Pigs: Technoscientific Organisms and the History of Fascism |
| 2018 | Anita Guerrini                          | The Courtier´s Anatomists: Animals and Humans in Louis XIV´s Paris |
| 2019 | Deborah R. Coen                         | Climate in Motion: Science, Empire and the Problem of Scale |
| 2020 | Theodore M. Porter                      | Genetics in the Madhouse: The Unkown History of Human Heredity |